# Równoważność pomiaru
Równoważność pomiaru (ekwiwalencja, niezmienność pomiaru lub pomiarowa) – właściwość metod psychometrycznych, która opisuje w jakim stopniu mierzą one dany konstrukt tak samo w różnych grupach. W technicznym sensie, jest to podobieństwo struktury miary, np. jej modelu czynnikowego (i w domyśle, hipotetycznych zmiennych ukrytych), przy stosowaniu jej w poszczególnych grupach. Wyróżnia się także podłużną niezmienność pomiaru, w przypadku stosowania miary w tych samych grupach na przestrzeni czasu.
Nie jest tożsama z bardziej powierzchownymi miarami trafności narzędzia, takimi jak jego doraźna przydatność prognostyczna, i – w ocenie np. Millsapa, Boorsboma i in. oraz w polskim omówieniu Głogowskiej i Lubiewskiej – jest w psychologii zbyt często zaniedbywana, choć może to prowadzić do poważnych błędów. Boorsbom, czy Wicherts ilustrowali wynikające z tego zawodności, i krytykowali trafność porównań międzygrupowych w wielu spośród tak popularnych narzędzi jak kwestionariusze wielkiej piątki, oraz testy określające iloraz inteligencji. Wicherts krytykował także w szczególności stosowanie – w jego ocenie głęboko zawodnych – nieodpowiednich metod szacowania równoważności pomiaru, takich jak MCV.

## Definicja
W normalnym modelu czynnikowym równoważność pomiaru może być zdefiniowana jako następująca równość:
{\displaystyle f(Y\mid {\boldsymbol {\eta }},{\textbf {s}})=f(Y\mid {\boldsymbol {\eta }}),}
gdzie funkcja rozkładu {\displaystyle f(\cdot )} obserwowanej miary {\displaystyle {\textit {Y}}} odzwierciedla wartość zmiennej ukrytej {\displaystyle {\boldsymbol {\eta }}} tak samo, niezależnie od tego czy obserwacja pochodzi z grupy {\displaystyle {\textbf {s}},} czy nie.

## Rodzaje i poziomy
W literaturze opisano różne nazewnictwa służące do analizy równoważności pomiaru. Tacy autorzy jak Steenkamp i Baumgartner omawiają tę właściwość wyróżniając trzy główne poziomy równoważności, o narastającej trudności potwierdzenia przy pomocy testów statystycznych:
- równoważność konfiguralna (konstruktu) – ogólna struktura jest podobna,
- równoważność metryczna – ładunki czynnikowe pozycji (itemów) miary są równe,
- równoważność skalarna – stałe regresji są równe.

Dodatkowo wyróżniane są także równoważności kowariancji czynników i wariancji błędu.